# Liste der Stolpersteine in Russland
Die Stolpersteine, die an das Schicksal der Menschen erinnern, die während der Zeit des Nationalsozialismus auf dem Gebiet des heutigen Russlands ermordet oder zu Tode gefoltert wurden, wurden von dem Künstler Gunter Demnig gefertigt und verlegt. In russischer Sprache heißen die Stolpersteine: Камни преткновения.

## Konzept
Die ersten Stolpersteine in Russland wurden in der russischen Stadt Orjol verlegt. In der Gedenkwoche des 70. Jahrestags der Befreiung der Region Orjol von den Nazi-Truppen, fand eine feierliche Zeremonie am 30. Juli 2013 statt. Die Zeremonie wurde vor dem Haus Nummer 35 in der Kurskaja-Straße 3 in Orjol, in der einst sich eine jüdische Gemeinde befand, die von den Nationalsozialisten verwüstet wurde, veranstaltet und von den Autoren des russisch-deutschen Gemeinschaftsprojekts „Dialog pokolenija“ (dt.: „Dialog der Generation“), welches von der regionalen Zweigstelle der Gesellschaft „Znanije“ (dt.: „Wissen“) umgesetzt wird, organisiert. Der deutsche Künstler Gunter Demnig kam dafür nach Orjol und verlegte die Stolpersteine.

## Stolpersteine in Orjol
Am 30. Juli 2013 wurden von Gunter Demnig drei Stolpersteine in Orjol verlegt.
Die ersten beiden Stolpersteine wurden zum Gedenken an den 5-jährigen Arkadi Ruban und seiner 10-jährigen Schwester Bella Ruban verlegt. Die Eltern der beiden Kinder wurden vom NKWD verhaftet. Die Kinder beherbergte vorerst eine Lehrerin. Nach einiger Zeit, durch eine Anzeige der Nachbarn, wurden die Kinder im Jahr 1943 verhaftet. Sie wurden in einem Gaswagen weggebracht. Was mit ihnen geschah, ist noch unbekannt.
Ein Stolperstein wurde zu Ehren der Chefärztin Anna Lasarewna Lewitina auf dem Territorium des regionalen Kinderkrankenhauses in Orjol verlegt. Da Kinder im Krankenhaus waren, weigerte sie sich aus Orjol evakuiert zu werden. Sie wurde daraufhin erschossen. Über Anna Lasarewna Lewitina ist kaum etwas bekannt, außer dass sie von 1939 bis 1941 in dem Krankenhaus gearbeitet hatte.

## Stolpersteine in Kromy
Weiterer Stolperstein wurde am 30. Juli 2013 zum Gedenken an die Ärztin Agafja Iwanowna Kurenzowa verlegt. Der Stolperstein wurde in der Allee Slawy (dt.: „Allee des Ruhmes“) im Regionalzentrum Kromy verlegt. Im August 1942 ist sie in einem deutschen Gefängnis an den Folgen der Folter verstorben.

## Hintergrund
Im Jahr 1937 wurde die Region Orjol gegründet. Das Gebiet umfasste zu der Zeit 25 Bezirke aus dem Gebiet Kursk, 29 Bezirke aus dem westlichen Gebiet, der heutigen Gebiete Smolensk, Brjansk, Kaluga und Twer und fünf Bezirke aus Woronesch. Zu Beginn des Zweiten Weltkriegs umfasste die Region Orjol 66 Landkreise, 23 Städte, 22 Arbeitersiedlungen und 1264 Dorfräte. Die Einwohnerzahl betrug vor dem Zweiten Weltkrieg 3,5 Millionen Menschen.
Am 3. Oktober 1941 bis Juli 1943 war die deutsche Wehrmacht in Orjol.
Als die deutschen Truppen das Gebiet Orjol besetzten, wurden lokale Verwaltungen von Anwohnern geschaffen, die sich bereit erklärten, mit ihrem Feind zusammenzuarbeiten. Das Gebiet wurde von Kommunisten und Komsomol-Mitgliedern gesäubert und die Anwohner, die enteignet wurden oder der Sowjetregierung feindlich gesinnt waren, haben für die deutsche Wehrmacht gearbeitet.
In der Zeit der Besetzung der Region Orjol wurden 825 Krankenhäuser, 2483 Schulen, Theater, Museen und Kinos zerstört. Ungefähr 200.000 Einwohner wurden von der deutschen Wehrmacht nach Deutschland zum Arbeiten weggebracht. Etwa 80.000 Zivilisten wurden getötet. 53 Dörfer der Region Orjol wurden komplett zerstört.
Von Oktober 1941 bis Oktober 1943 dauerten die Kämpfe in der Region Orjol. Die größte Schlacht in der Region war die Operation Kutusow in Orjol, die vom 12. Juli bis 18. August 1943 dauerte.
Die Rote Armee befreite die Region Orjol zwischen Juli und August 1943. Die gesamte Region Orjol war am 18. August befreit.